# Areas cana
Areas cana är en fjärilsart som beskrevs av Druce 1899. Areas cana ingår i släktet Areas och familjen björnspinnare. Inga underarter finns listade i Catalogue of Life.